# Wirsol Solar
Wirsol (grafía propia WIRSOL) es la marca del desarrollador y empresa de servicios energéticos Wircon GmbH.[1], que se fundó en diciembre de 2013. Las actividades principales de la empresa están orientadas a la creación de proyectos de energías renovables destinados, sobre todo, al mercado alemán. El grupo Wircon se centra principalmente en proyectos grades sobre la energía eólica y fotovoltaica, cubiertas fotovoltaicas pequeñas para clientes particulares, cubiertas fotovoltaicas grandes generalmente para clientes industriales, así como en la gestión empresarial sostenible de los sistemas de energías renovables de los tipos de producción mencionados. Según datos facilitados por ella misma, la empresa cuenta con cerca de 9000 clientes (situación en octubre de 2016).
El antiguo grupo Wirsol era una compañía de proyectos internacionales dedicados a la planificación, construcción y financiación de instalaciones basadas en energías renovables, especialmente centrales solares, cuya sede principal se encontraba en Alemania. Además, el grupo contaba con filiales en España, Italia, Bélgica, Reino Unido, Suiza, Canadá, Estados Unidos, Brasil, Japón, China, Malasia y las islas Maldivas.[3] La empresa instaló a escala mundial más de 7000 plantas solares con una potencia total de más de 450 MWp. Sin embargo, en otoño de 2013 el grupo empresarial Wirsol inició un procedimiento de insolvencia. En marzo de 2014, Wircon GmbH adquirió partes del grupo.

## Historia de la compañía
La compañía Wircon GmbH, fundada en diciembre del año 2013 con el apoyo de Dietmar Hopp, adquirió el 3 de marzo de 2014 partes de la sociedad alemana del grupo Wirsol que se encontraba en una situación delicada, con lo cual se consiguió que la marca Wirsol[1] siguiera adelante y se volviera a posicionar.

## Historia de la compañía antes de la insolvencia del grupo Wirsol

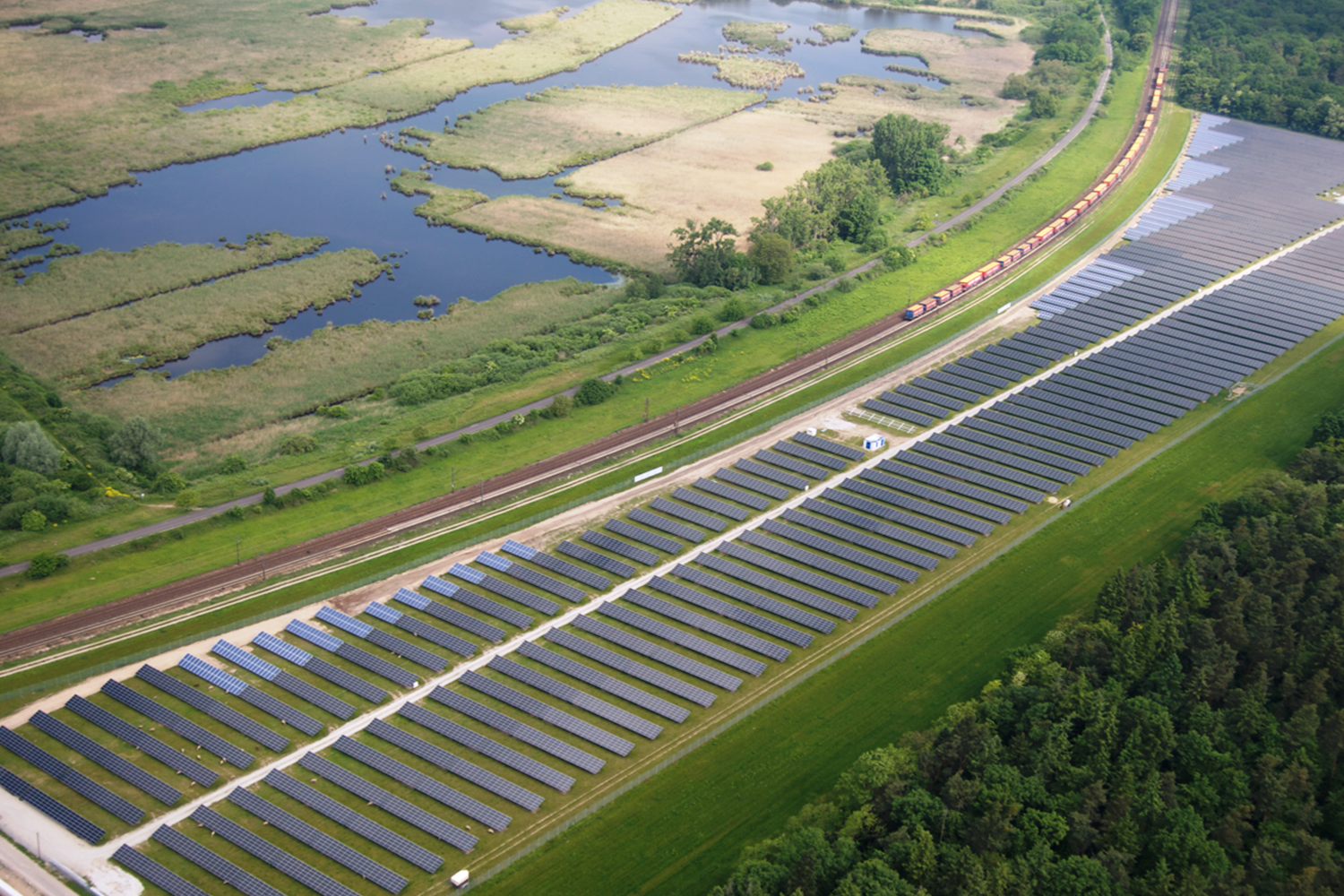
Wirsol Solar Test Park Bruhrain.2 de octubre de 2012.

La compañía fue fundada el 1 de febrero del año 2003 por Markus Wirth, Hans Wirth y Stefan Riel como «Die Hausrenovierer GmbH» en Waghäusel (distrito de Karlsruhe), donde también se encuentra la sede principal. La compañía se fue especializando cada vez más en el sector de la energía solar fotovoltaica, y en enero de 2004 pasó a llamarse «Wirth Solar GmbH». A causa de algunos litigios inminentes con Würth Solar GmbH, los responsables de la compañía decidieron cambiar de nuevo el nombre en 2007 por «Wirsol Deutschland GmbH», que se convirtió en filial de la nueva sociedad tenedora de acciones «Wirsol Solar AG». En 2010, los fundadores de la empresa ampliaron la junta directiva de la compañía. El actual director de finanzas Bernd Kästner fue uno de los nuevos miembros que se unió al equipo, junto con Nikolaus Krane, antiguo miembro de la junta directiva de Conergy, que se incorporó al equipo de Wirsol como director de productos financieros internacionales, grandes proyectos y comunicación.
Para dinamizar la relación comercial con Asia, la compañía creó una nueva ubicación en China con Wirsol Solar Technology Beijing Ltd. En junio de 2012, Wirsol abrió una nueva ubicación para Asia suroriental en Kuala Lumpur, Malasia.
Por iniciativa del grupo Wirsol, en octubre de 2013 se inició un procedimiento de insolvencia provisional. El 24 de octubre de 2013 se aceptó la solicitud en el Tribunal de Primera Instancia de Karlsruhe y se nombró a un administrador de insolvencia provisional. El objetivo de la dirección de la compañía seguía siendo promover el saneamiento en el marco de un procedimiento de insolvencia, que en este caso afectaba a Wirsol Solar AG, Wirsol Deutschland GmbH y Wirsol Solar System GmbH.
A causa de dificultades económicas, el grupo Wirsol planificó la liquidación de su área de negocio «Energía eólica», fundada en noviembre de 2012. Además, despidió a trabajadores de la compañía con efectos a 4 de noviembre de 2013.
En diciembre de 2013, Wirsol E-Mobility GmbH presentó una solicitud de suspensión de pagos debido a una insolvencia inminente. El Tribunal de Primera Instancia de Karlsruhe aceptó la solicitud y nombró a un administrador de insolvencia provisional. Esto afectó a tres trabajadores.
En marzo de 2014, Wirsol GmbH adquirió partes de la sociedad alemana. Wircon lleva adelante la marca Wirsol y se ha hecho cargo de 80 de sus 300 trabajadores. El propietario de Wircon es Dietmar Hopp.[2]

## Proyectos (selección)

#### Alemania
En 2007, la compañía abrió el parque de pruebas electrosolar Bruhrain cerca de la sede principal. Por aquel entonces, era el parque solar más grande de Baden-Wurtemberg, con una superficie total de 12 hectáreas.[3] Con casi 31 000 módulos construidos, el parque alcanza una potencia de 2,258 MWp.
En abril de 2010, la compañía instaló una placa fotovoltaica en el circuito de Fórmula 1 de Hockenheimring con una potencia nominal de 848,88 kWp. A lo largo del recorrido se montaron un total de 4716 módulos solares sobre una longitud de 405 metros.[4]
Uno de los proyectos más grandes desarrollados por Wirsol durante el ejercicio 2011 fue el parque solar Mixdorf (Brandeburgo). En un antiguo parque de tanques de almacenamiento ruso de 81 hectáreas, la compañía construyó una central con una potencia máxima de 24,1 MWp.[5]
Además, en 2012 Wirsol creó la central solar fotovoltaica Luckau de 21 MWp en una antigua superficie de conversión de Brandeburgo. La central solar se construyó en el terreno del antiguo aeropuerto militar Alteno.[6]
A finales de julio de 2013, la compañía concluyó la construcción de la que fuera hasta el momento la instalación solar fotovoltaica cristalina sobre tejado más grande de Europa. La central solar fotovoltaica del centro de distribución de 11 hectáreas de la empresa Pfenning Logistics, en Heddesheim (en el norte de Baden) tiene una potencia máxima de 8,1 MWp.[7]

#### Internacionales
Wirsol fundó en 2012 la empresa conjunta Wirsol RE Maldives con la compañía Renewable Energy Maldives (REM), junto con la que ha instalado centrales solares en las islas Maldivas.[8][9] Asimismo, ha llevado a cabo otros proyectos internacionales en España (Bovera, Barcelona, Cáceres), Inglaterra (Cornwall), Italia (Mola di Bari), Bélgica (Wilrijk) y en el estado de Colorado en Estados Unidos (Fort Collins).[10]
En 2013, la compañía anunció el inicio de la construcción de un gran parque solar de 22 MWp en la isla japonesa de Honschu y la señal de salida del parque solar Monte Plata, en la República Dominicana.[11] Entretanto, el parque se vendió a Soventix.[12] Con la construcción del parque en Japón se dio inicio al año 2014.[veraltet]

## Sponsoring
Desde la temporada 2011/2012 de la Bundesliga, Wirsol Solar AG fue patrocinador oficial del TSG 1899 Hoffenheim y dio el nombre al estadio Wirsol Rhein-Neckar-Arena de Sinsheim, donde el equipo TSG disputa sus partidos en casa. Wircon GmbH con su marca Wirsol ha tomado el relevo de este compromiso como patrocinador oficial del estadio Wirsol Rhein-Neckar-Arena de Sinsheim.